# Sköldinge landskommun
Sköldinge landskommun var tidigare en kommun i Södermanlands län.

## Administrativ historik
Den 1 januari 1863, när kommunalförordningarna började tillämpas, inrättades i Sköldinge socken (även skrivet Skyllinge) i Oppunda härad i Södermanland denna kommun.
I kommunen inrättades 17 juli 1914 Valla municipalsamhälle. 
1952 genomfördes den första av 1900-talets två genomgripande kommunreformer i Sverige. Sköldinge bildade den då "storkommun" genom sammanläggning med den tidigare kommunen Lerbo. Municipalsamhället Valla upplöstes med utgången av 1959.
Kommunreformen 1971 innebar att Sköldinge kommun upphörde och tillsammans med många andra kommuner bildade Katrineholms kommun.

### Kyrklig tillhörighet
I kyrkligt hänseende tillhörde kommunen Sköldinge församling. Den 1 januari 1952 tillkom Lerbo församling.

## Kommunvapen
Blasonering: I blått fält en lastad gruvtunna upphängd i tre medelst en ring hopfästa kättingar, allt i silver.

## Geografi
Sköldinge landskommun omfattade den 1 januari 1952 en areal av 152,00 km², varav 136,98 km² land. Efter nymätningar och arealberäkningar färdiga den 1 januari 1961 omfattade landskommunen samma datum en areal av 151,25 km², varav 136,96 km² land.

### Tätorter i kommunen 1960
| Tätort    | Folkmängd |
| --------- | --------- |
| Valla     | 1 155     |
| Sköldinge | 809       |
| Kantorp   | 275       |

Tätortsgraden i kommunen var den 1 november 1960 61,7 procent.

## Politik

### Mandatfördelning i valen 1938-1966
| 15 | 3 | 3 | 4 |

| 24 |

| 14 | 4 | 4 | 3 |

| 22 |

|  | 13 | 4 | 5 | 2 |

| 22 |

| 19 | 8 | 6 | 2 |

| 31 |

| 19 | 7 | 6 | 3 |

| 29 | 6 |

| 19 | 7 | 4 | 5 |

| 29 | 6 |

| 19 | 6 | 6 | 4 |

| 29 | 6 |

| 17 | 8 | 6 | 4 |

| 28 | 7 |